# 神奈川県警察運転免許センター

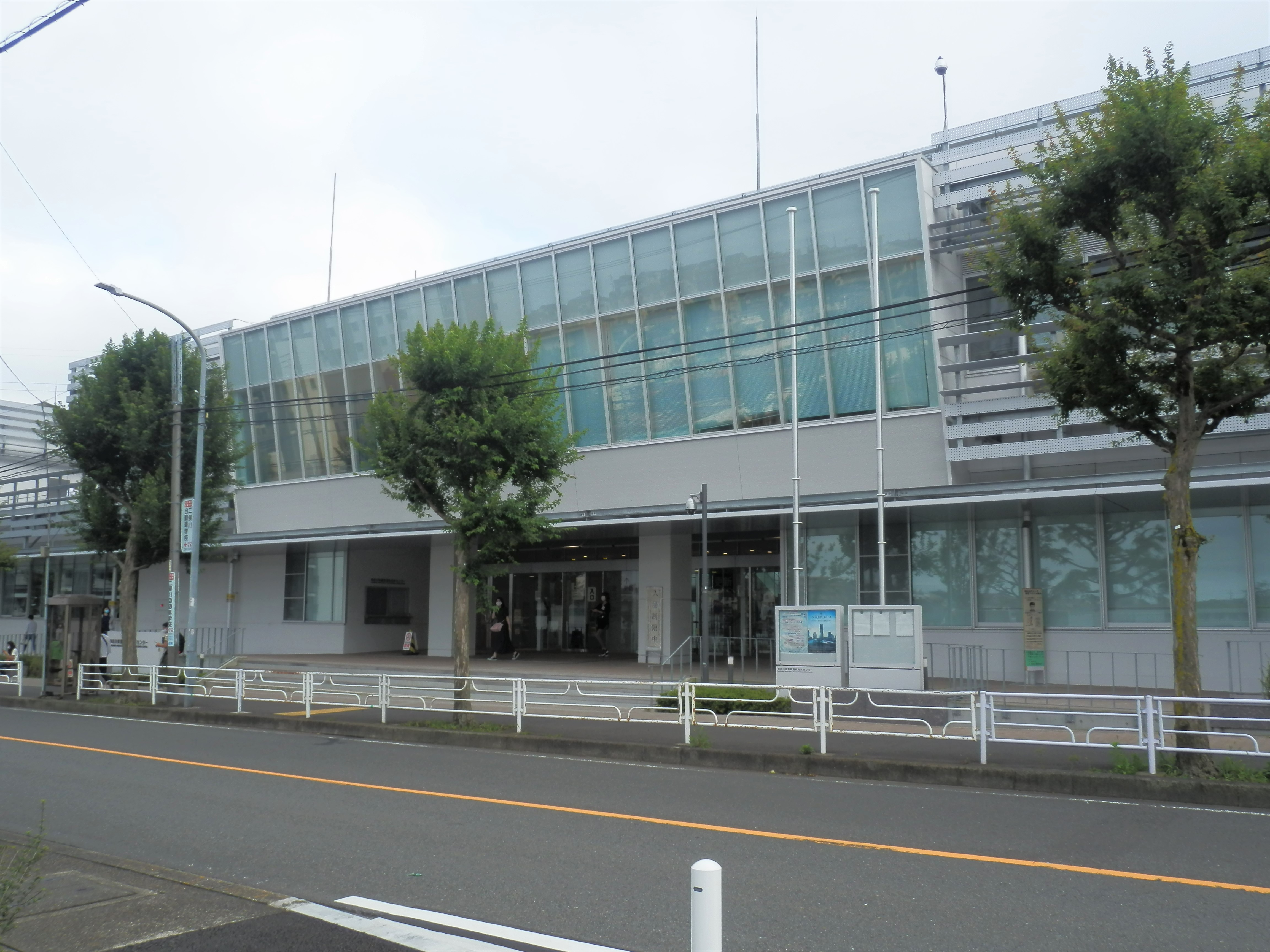
神奈川県警察運転免許センター

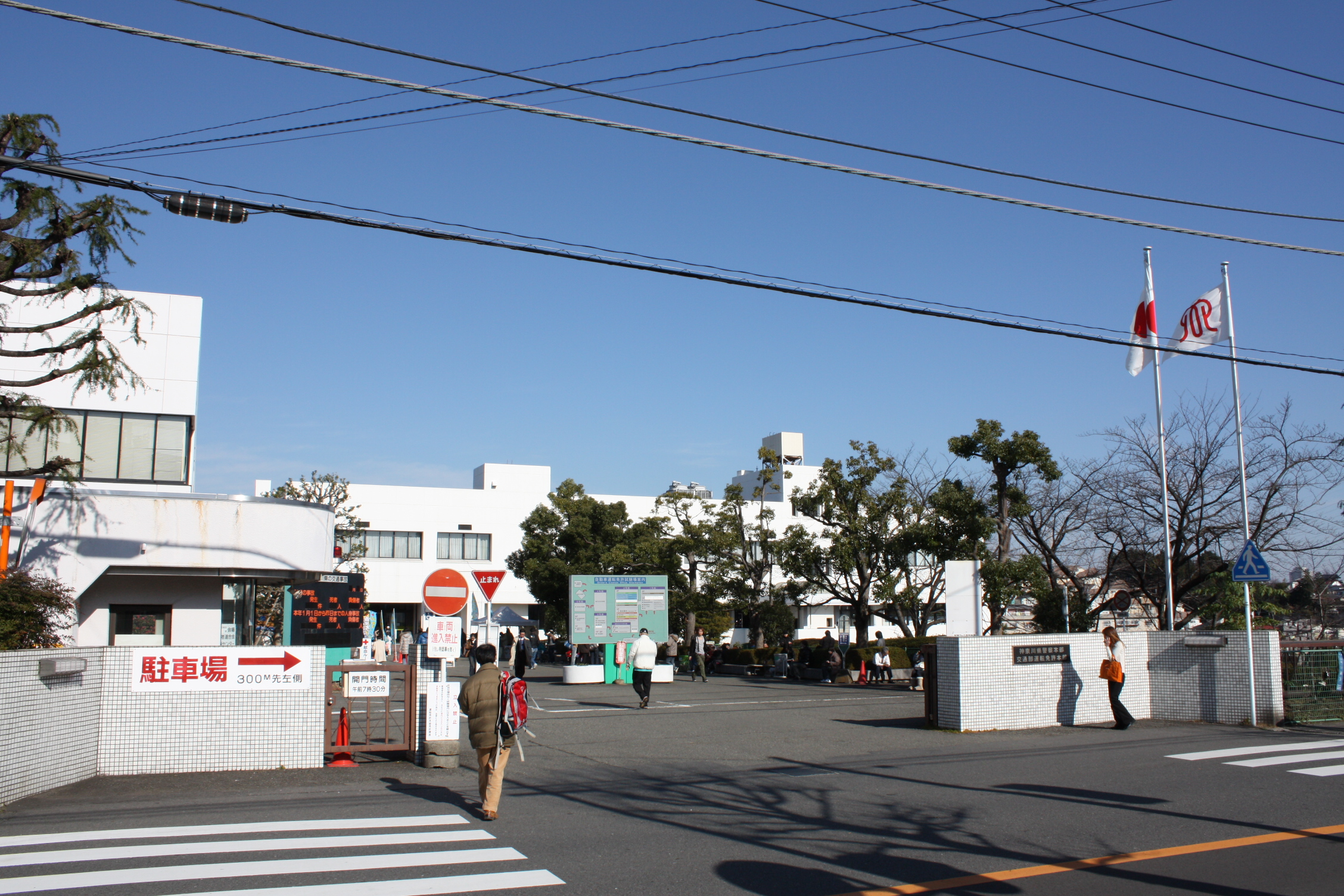
建替え前の神奈川県運転免許試験場の正門

神奈川県警察運転免許センター（かながわけんけいさつうんてんめんきょセンター）は、神奈川県警察が管理する運転免許試験場。通称は、この試験場の最寄駅である二俣川駅および近くを流れる川にちなんで「二俣川」である。

## 概要
神奈川県内において、初回の運転免許取得や更新・初回更新者・違反運転者（5年間で2回の軽微な違反）更新の際には、当所で講習を受ける様になっている。横浜市外の警察署は全ての更新を行っており、優良運転者に限り即日交付警察署（川崎署・小田原署・海老名署・相模原北署・鎌倉署・横須賀署）で更新・即日交付が可能になっている。
2018年5月に再整備が行われ新庁舎に移転。試験コースの再整備も完了する。同時に名称を「運転免許試験場」から「運転免許センター」に変更。

## 即日交付ブロック
- 川崎ブロック（川崎警察署）
  - 指定警察署（川崎・川崎臨港・幸・中原・高津・宮前・多摩・麻生）
- 横須賀ブロック（横須賀警察署）
  - 指定警察署（横須賀・田浦・浦賀・三崎・葉山）
- 鎌倉ブロック（鎌倉警察署）
  - 指定警察署（鎌倉・大船・藤沢・藤沢北・茅ヶ崎・逗子）
- 小田原ブロック（小田原警察署）
  - 指定警察署（小田原・平塚・大磯・松田・秦野・伊勢原）
- 海老名ブロック（海老名警察署）
  - 指定警察署（海老名・厚木・大和・座間）
- 相模原ブロック（相模原北警察署）
  - 指定警察署（相模原北・相模原南・相模原・津久井）

## 運転免許試験場について
隣接地に所在する神奈川県立がんセンターの施設全面改修と、試験場を含めた周辺施設利用者向けの駐車場敷地確保による周辺の混雑解消を図るため、"二俣川県有地"と呼ばれる一帯の大規模改修が行われることになり、がんセンター・試験場コース・試験棟を相互の敷地に移転させながら全面刷新する。2009年から施工され、2013年にがんセンターが移転した跡地に試験棟を建設し、2018年5月6日に名称を変更して供用した。現建物の敷地と産業技術短期大学校のグランドを新たに技能試験のコースに転用し、技能に必要な面積を確保する。
この一連の改修により、主要な手続きを行う建物と技能試験受検者の待合所は市道を挟んだ対面に位置することとなったため、連絡通路が架橋され接続されている。

## 二輪技能試験コース
- 2010年8月には、二輪技能試験コースの新コースが完成・竣工し、同年9月より新コースを利用した技能試験を開始している。大規模改修前より技能試験コースは走りやすくなっている。
- 大規模改修の際に大型二輪の試験車両もホンダ・CB750からヤマハ・XJR1300に変更されている。改修前まで使用していた車両は大型二輪取得前の事前審査（8の字・引き起こし）に使用中。
- 二輪の技能試験の他に、原付免許取得者のための講習も同試験コース内で行われる。

## 四輪技能試験コース
- 二輪技能試験コース同様に大規模改修工事でコース全面一新。業務開始1時間前に当日技能試験を受験する受験者はコース歩きをする事が出来る。

- 試験場移転に伴い、旧試験場では一部四輪の技能試験のみ行う。

## 所在地
- 横浜市旭区中尾一丁目1番1号

## アクセス
公式ページも参照。
- 相模鉄道二俣川駅（北口）より、徒歩15分。または相鉄バス：旭23系統免許センター循環で約5分。

## 不祥事
- 1972年12月1日 - 受験者から金銭を受け取り便宜を図ったとして、学科担当試験官、技能担当試験官を務めていた元巡査部長ら5人が贈収賄、道路交通法違反の疑いで逮捕[2]。